# Piedfort
Ein Piedfort (franz. pied fort ‚starker Fuß‘), auch Dickabschlag oder Dickstück, ist eine Münze mit in der Regel doppelter Materialstärke (und damit doppeltem Gewicht) im Vergleich zur Normalprägung. Als besonders sorgfältig hergestelltes Richtstück (Richtmünze) diente der Piedfort als Vergleichsnormal. Piedforts werden normalerweise für Sammlerzwecke mit Stempeln geprägt, die auch für reguläre Ausgaben verwendet werden und sind vor allem in Frankreich verbreitet, wo im 20. Jahrhundert viele Gedenkmünzen auch in größerer Auflage als Piedforts erschienen.